# 프램2
프램2(Fram2)는 기업가인 춘왕을 대신하여 스페이스X가 운영하는 계획된 민간 유인 우주 비행 임무이다. 임무 동안 크루 드래곤 우주선의 16번째 승무원 궤도 비행사 왕과 그의 모든 민간인 승무원인 야니케 미켈슨, 에릭 필립스 및 라베아 로게는 인간 우주 비행 임무 중 최초로 극 궤도로 추진될 것이다. 3~5일간의 임무 동안 승무원들은 과학적 연구를 수행할 것이라고 말했다.